# Dualo

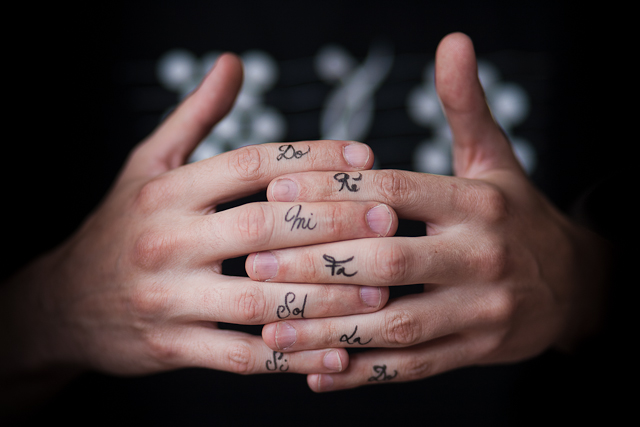
Le principe dualo.

Le principe Dualo est une façon de répartir les notes de musique alternativement sur un double-clavier, c'est-à-dire selon deux suites de tierces en quinconce. La version chromatique du Dualo permet de représenter les accords par des formes simples.
Le principe dualo peut donc être matérialisé en un clavier dualo, diatonique ou chromatique, mais il peut avoir d'autres applications : tapis musical, chiffrage, direction harmonique, instrument non haptique…

## Principe

### Le principe dualo diatonique

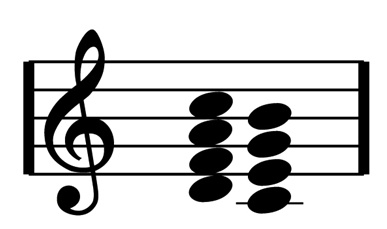
Le principe dualo sur la portée.

Dans sa version diatonique, les 7 notes de musique sont réparties alternativement sur deux lignes parallèles, sur autant d'octaves que l'on veut. Puisque l'on a un nombre impair de notes, les octaves sont elles aussi réparties alternativement d'un côté à l'autre.
L'intérêt de cette disposition est que les notes sont rangées par tierces. Ainsi pour faire un accord, il suffit de jouer les notes qui sont les unes à côté des autres. Sur un clavier dualo, le fait d'utiliser les deux mains permet une certaine virtuosité et une sensation rythmique inédite sur un instrument de musique à notes. Il est aussi possible de jouer un intervalle de tierce avec un seul doigt et harmoniser facilement à la tierce ascendante ou à la sixte descendante.
En revanche, sur un clavier dualo, il faut utiliser les deux mains pour jouer des mélodies ou des suites d'accords ce qui interdit la possibilité de jouer deux voix indépendantes (accompagnement+mélodie) comme au piano par exemple ou à l'accordéon.
Pour jouer un renversement, il faut utiliser des touches situées sur les deux côtés. De même pour écrire un accord fondamental sur une portée, on n'écrit des notes que sur des lignes (ou que sur des interlignes) et pour un renversement, il faut l'écrire avec des notes situées à la fois sur des lignes et à la fois sur des interlignes.
Dans une pensée relative de la musique, les hauteurs des notes les unes par rapport aux autres sont plus importantes que leurs hauteurs absolues, ce qui conduit à voir des degrés à la place des notes. Sur un clavier dualo à touches, chaque doigt correspond à un degré de la gamme et si l'on omet les pouces, huit doigts peuvent ainsi couvrir une octave, et il est aisé de jouer une progression d'accords. Généralement, les pouces servent à jouer la ligne de basse, les index la voix ténor, les majeurs l'alto et les annulaires la soprano.
Des instruments de musique utilisent une version approchée du principe dualo diatonique, comme le Cymbalum (les octaves restent du même côté) ou la Kora et la plupart des Sanza (5 notes au lieu de 7, donc pas de suite de tierces). Mais il existe certaines Sanza à 7 notes qui utilisent le principe dualo diatonique. Le du-steps est un tapis musical qui suit le principe dualo diatonique.

### Le principe dualo chromatique

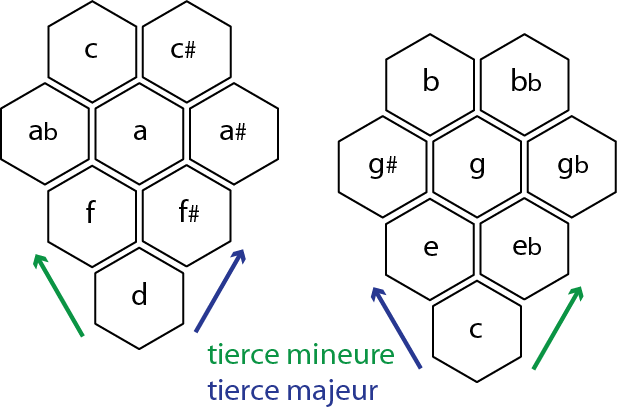
Le principe dualo chromatique.

À partir de la version diatonique, si l'on oriente les tierces avec des angles différents selon que la tierce est majeure ou mineure, symétriquement pour chaque main, on obtient la version chromatique.
Ainsi, chaque intervalle est associé à un vecteur, c'est-à-dire une direction, ce qui en fait un clavier « logique » : transposer une mélodie est équivalent à translater un geste.

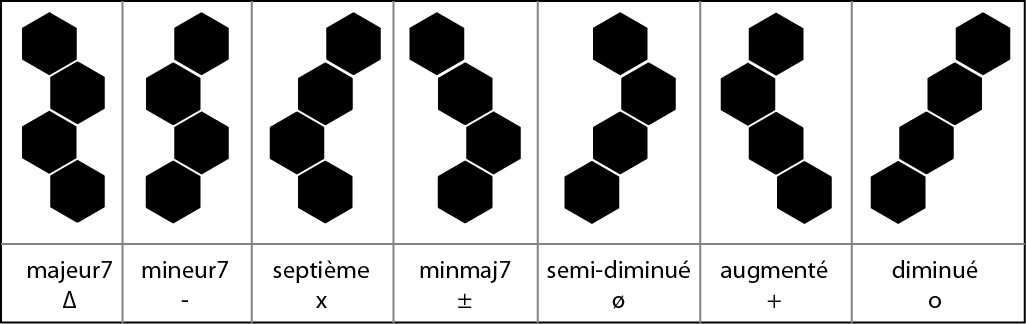
Les tétrades fondamentales, avec la notation dualo.

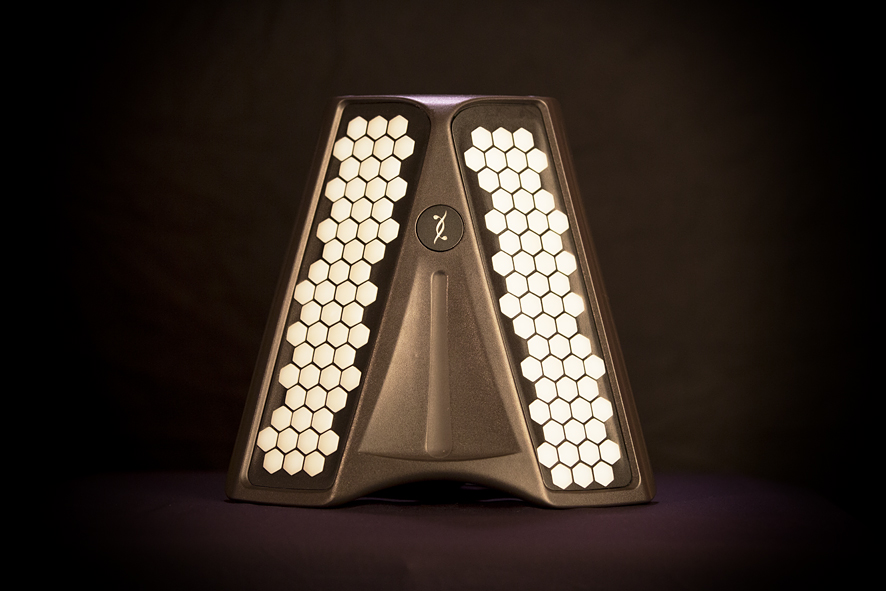
Le du-touch.

Sept formes de bases, qui sont les accords à quatre sons fondamentaux, permettent de construire les modes heptatoniques les plus fréquemment utilisés. Pour jouer une gamme, il faut prendre les deux accords à quatre sons du premier et du deuxième degré. Ainsi pour mémoriser un mode, deux informations suffisent, matérialisées par deux dessins, un pour chaque main.
Exemples: Pour jouer une gamme de do majeur par exemple, il faut un accord de do majeur sept (do mi sol si) et un accord de ré mineur sept (ré fa la do). Pour jouer une gamme de sol mineur harmonique, il faut un sol mineur majeur sept (sol sib ré fa#) et un la semi-diminué (la do mib sol)
Le premier instrument de musique comportant un clavier dualo chromatique est le du-touch sorti en 2012.
Cette disposition, comme celle de l'Harmonic Table (en), possède les propriétés d'invariance des claviers isomorphiques (en). En particulier, le clavier droit est équivalent à la disposition Gerhard, présente dans l'application iPad Musix.

## Le doigté du Dualo
Pour un article plus général, voir Doigté.

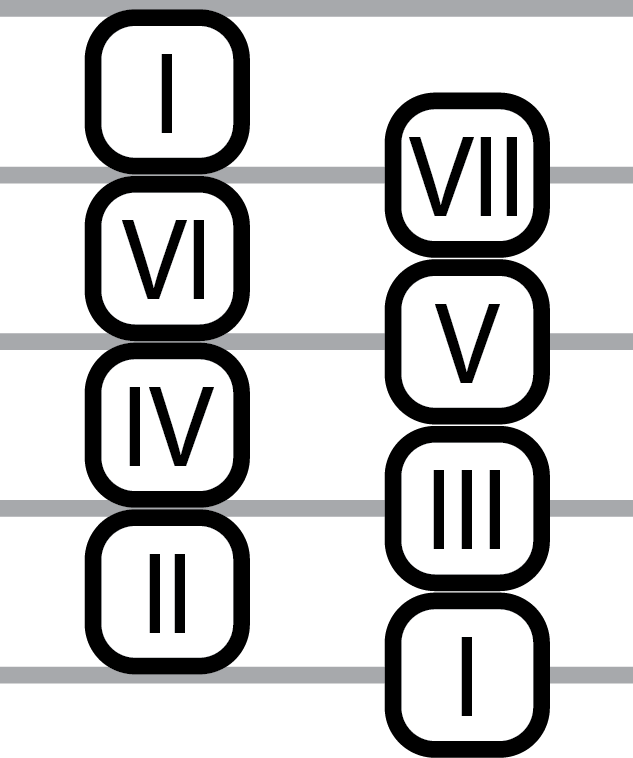
Répartition des degrés selon le principe dualo.

Puisque chaque touche représente un degré et non une hauteur, n'importe quel mode heptatonique peut être représenté sur ce clavier, selon la qualité des tétrades choisies. Par exemple si l'on prend la tétrade majeur 7 (do mi sol si) et la tétrade mineur 7 (ré fa la do), on obtient le mode majeur.
L'avantage de disposer les notes par tierces est de pouvoir jouer des accords, avec des touches disposées les unes à côté des autres, et de pouvoir jouer une tierce avec un seul doigt. Pour jouer un renversement, il faut utiliser des touches situées sur les deux côtés. De même pour écrire un accord fondamental sur une portée, on écrit des notes que sur des lignes (ou que sur des interlignes) et pour un renversement, il faut l'écrire avec des notes situées à la fois sur des lignes et à la fois sur des interlignes.

## La notation Dualo

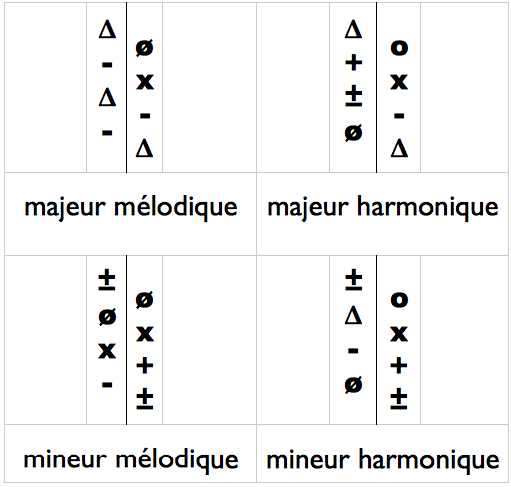
Les quatre familles de modes en notation dualo.

La notation dualo est un chiffrage des gammes qui tient en trois caractères, un caractère pour la tonalité (éventuellement altéré), et deux caractères pour les deux accords à quatre sons situés sur les premiers (accord primaire) et deuxième (accord dual) degré de la gamme.
L'intérêt de cette notation est de pouvoir donner le contexte harmonique d'un passage sur une partition par exemple, de façon plus complète qu'avec juste le nom de l'accord et plus condensé qu'avec le nom du mode.
- ∆ Accord de septième majeure
- - Accord de septième mineure
- x Accord de septième (de dominante)
- ø Accord de septième mineure et quinte diminuée
- ± Accord de septième majeure et parfait mineur
- o Accord de septième diminuée
- + Accord de septième majeure et quinte augmentée

Par exemple, c∆- correspond à do majeur et g±ø correspond à sol mineur harmonique.
À partir du mode ∆- (majeur) on peut construire sept autres modes: dorien, phrygien… Ce qui constitue une première famille. 
Trois autres familles de modes peuvent être construites de la même manière.